# Die Weltmaschine
Die Weltmaschine ist ein österreichischer Fernsehfilm aus dem Jahr 1981. Zu der Tragikomödie wurde die Drehbuchautorin Christine Nöstlinger durch die Weltmaschine des Franz Gsellmann inspiriert.

## Handlung
Annaliese Psiko ist mit einem erfolglosen, ständig betrunkenen Maler verheiratet. Er lebte davon, für andere Maler die Bildhintergründe zu malen. Seit er aber aufgrund seines Alkoholismus nicht mehr dazu in der Lage ist, malt Annaliese die Hintergründe, hat aber keine eigenen künstlerischen Ambitionen.
Als ihr Mann plötzlich stirbt, lehnt Annaliese das Angebot ab, zu ihrer Tochter und deren Familie zu ziehen, und will stattdessen dorthin reisen, „wo sie einmal glücklich gewesen ist“: zum Hof eines steirischen Bauern, der bis zu seinem Tod 25 Jahre lang an der Weltmaschine gebaut hat: einem mechanischen Kunstwerk aus unzähligen bunten, beweglichen und leuchtenden Einzelteilen. Unterwegs lernt sie Franz kennen, einen Kunstexperten, der sich dafür einsetzt, dass die Maschine an ihrem Standort verbleiben kann. Der Sohn des Bauern möchte sie nämlich an ein Museum in Deutschland verkaufen.
Obwohl die Maschine eigentlich defekt ist, fängt sie in Annalieses Gegenwart auf wundersame Weise an, sich zu bewegen. Dies geschah bisher nur bei einer anderen Person: Fürchtegott Trauschein, dem Lehrer des Dorfes, der eines Tages plötzlich verschwand und von dem man erzählt, er habe sich umgebracht. Laut Franz wollte Fürchtegott „ins Innere des Systems“ vordringen, und erst jetzt wird klar, was er damit meinte: Fürchtgott ist irgendwie zum Teil der Maschine geworden und lebt in der Maschine weiter. Durch einen Schlauch, der in Annalieses Gegenwart kleine Zettel ausspuckt, kommuniziert er mit ihr und bittet sie, für den Erhalt der Maschine zu sorgen: Er würde sterben, wenn man sie demontieren würde.
Annaliese schmiedet einen Plan, Geld für den Erhalt der Maschine aufzutreiben, bei dem ihr ihre zwei Untermieterinnen, zwei Prostituierte, helfen sollen: Die beiden besuchen eine High-Society-Party im Haus des reichen und erfolgreichen Malers Professor Gans, einem der Hauptabnehmer von Annalieses Bildhintergründen. Sie stehlen vier seiner Gemälde von den Wänden und Annaliese schmuggelt die Bilder, zusammengerollt und verpackt in eigene Bilder, nach New York. Dort will sie die Bilder an einen berühmten Galeristen verkaufen. Dieser hat an Gans’ Bildern kein Interesse, diese seien „passé“ und ließen sich in New York nicht verkaufen. Viel besser gefallen ihm aber Annalieses eigene, abstrakte und monochrome Bilder, die sie eigentlich nur zum Verpacken von Gans’ Bildern mitgenommen hat: Er bietet Annaliese eine eigene Ausstellung an, für die sie weitere Bilder malt. Sie wird zu einer Art Shooting-Star der New Yorker Kunstszene und verkauft gleich bei der Vernissage alle Bilder. Sie reist zurück zur Weltmaschine, deren Verkauf nach Deutschland mit dem Erlös der Bilder verhindert werden kann.
Die ganze Zeit hat sich Annaliese nicht bei ihrer Tochter und dem Schwiegersohn gemeldet. Die beiden haben kein Verständnis für ihren Künstler-Lebensstil, halten sie für geistig verwirrt und haben die Polizei eingeschaltet. Als die ihr auf die Spur kommt und die ganze Familie auf dem Hof eintrifft, entscheidet sich Annaliese, wie Fürchtegott Trauschein vor ihr, in der Maschine zu verschwinden.

## Produktion
Der Film ist eine Produktion des ORF, hergestellt von der Fernsehfilmproduktion Dr. Heinz Scheiderbauer, und wurde am 21. März 1981 zum ersten Mal ausgestrahlt. In Nebenrollen sind u. a. die Wiener Kaffeehauslegende Josefine Hawelka sowie Franz Gsellmann junior, der Enkel des gleichnamigen Erbauers der Weltmaschine, zu sehen.